# 하천쟁탈

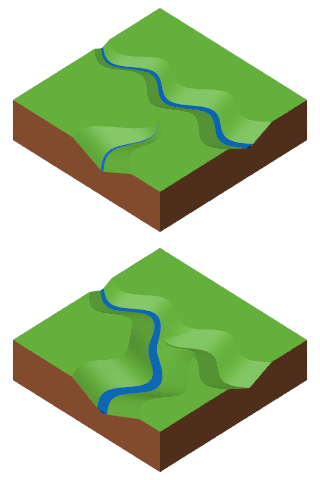

하천쟁탈(河川爭奪, Stream capture, Stream Piracy) 또는 하천의 쟁탈은 하천의 상류가 침식되다가 다른 하천의 상류를 빼앗아 지류로 흡수하는 과정이다. 하천쟁탈은 침식 활동량이 다른 두 하천이 만나 발생하며 하천쟁탈이 발생하면 하천의 유역 면적과 하계망이 확대되거나 축소되고 분수계도 변한다. 하천쟁탈 현상은 대한민국에서도 수 개 지역에서 보고되어 있으며 대표적인 예로 삼척시 통리 협곡의 미인폭포, 합천군 대병면 고원 지역이 있다. 

## 개요와 용어
분수계를 사이에 두고 하천 경사가 완만하여 침식 활동이 낮은 하천 A가 있고, 하천 경사가 급하여 침식 활동이 매우 활발하고 이로 인해 두부침식(頭部浸蝕)이 일어나 계속 상류 쪽으로 발달해 가는 하천 B가 있다. 하천 B가 계속해서 상류 쪽으로 가다가 어느 순간 하천 A와 만나면 하천 A는 상류 유역을 하천 B에 빼앗겨 하천 A의 상류 유역의 물은 더 이상 하천 A로 흐르지 않고 하천 B로 흐르게 된다. 유역을 강탈당한 하천 A는 피쟁탈하천(被河川爭奪) 또는 제기능을 못 하는 무능하천(無能河川, misfit stream)으로 유량이 감소하여 유량에 비해 넓은 하천폭을 가지고 있다. 쟁탈하천(河川爭奪)은 하천 A의 상류 유역을 빼앗아 유역 면적이 더 커지고 유량이 증대되며 하천 폭이 커진다. 또한 단애나 폭포 등이 발달할 수 있다. 쟁탈하천과 피쟁탈하천이 만나는 지점을 쟁탈굼치(elbow of capture)라 하며 유역을 빼앗겨 상류부가 잘린 피쟁탈하천을 절두천(截頭川)이라 한다. 하천을 빼앗겨 피쟁탈하천 중 일부 구간에는 더 이상 물이 흐르지 않는 부분이 존재하게 되는데 이를 풍극(Wind gap, 구하도)이라 하며 이곳에서는 하천퇴적물이 발견된다. 쟁탈하천이 피쟁탈하천의 측면이나 후면에서 하천쟁탈을 일으켰다면 하천이 직각이나 둔각으로 만나며 심지어 하천이 역류할 수도 있다.

## 대한민국의 하천쟁탈

### 통리협곡 (오십천, 철암천)과오십천 단층

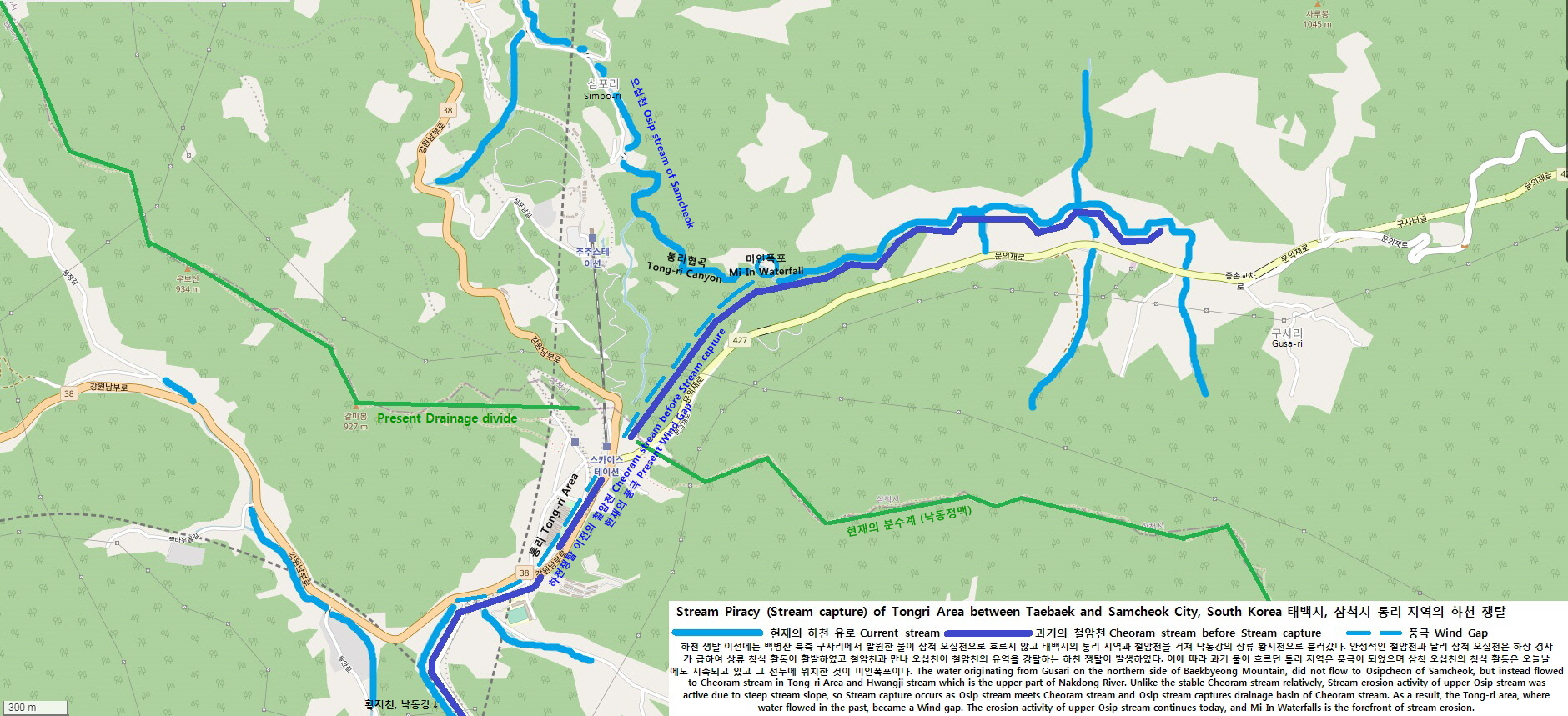
삼척시, 태백시 통리 지역의 하천 쟁탈

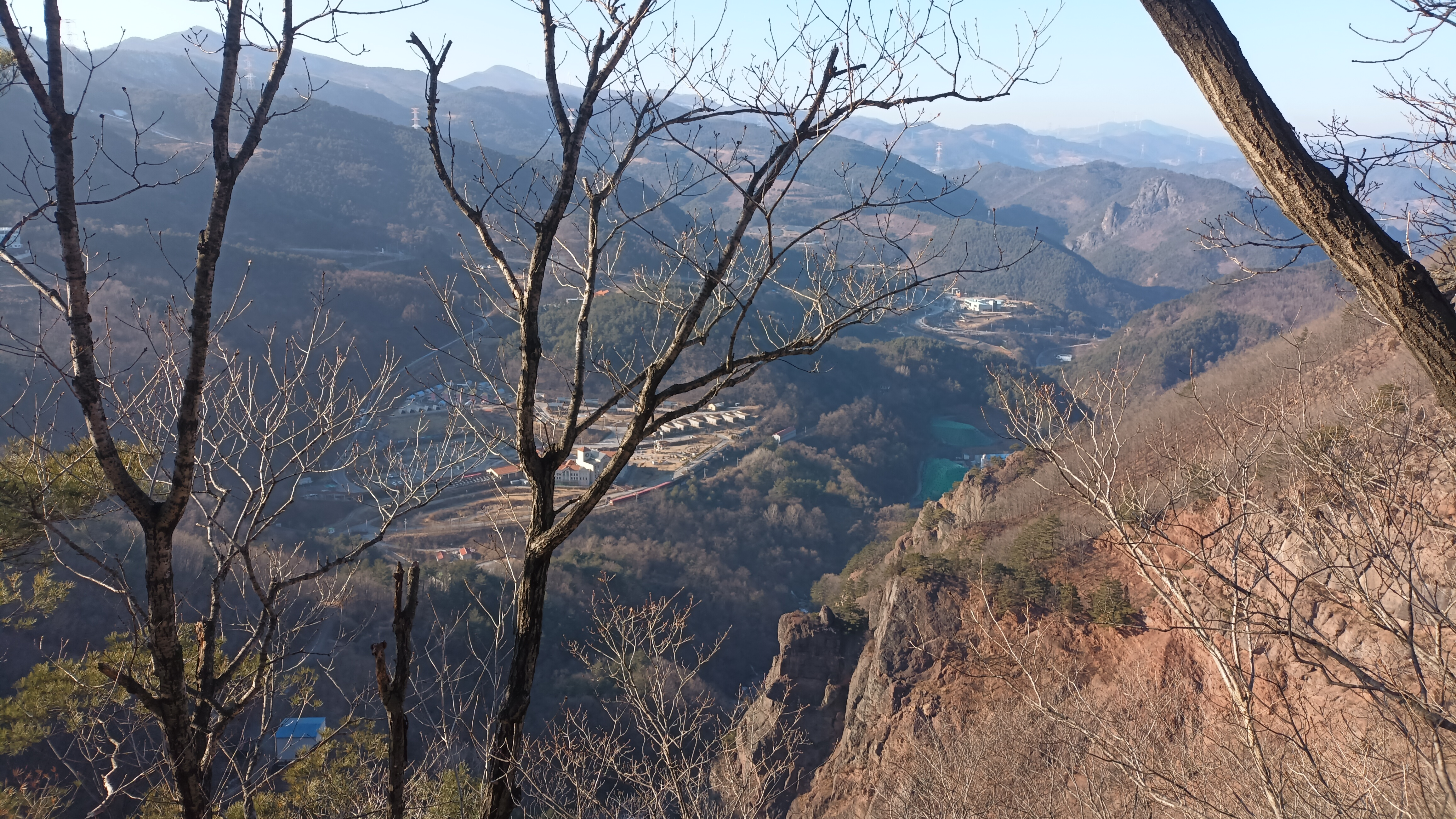
쟁탈하천인 오십천이 흐르는 도계읍 계곡 전경. 오른쪽 하단이 미인폭포다.

통리협곡과 미인폭포가 발달하는 통리 일대는 과거에 하천 유역이 바뀐 하천쟁탈 현상이 일어난 곳이다. 원래는, 백병산(1260.6 m) 북측에서 발원한 물은 삼척시의 오십천으로 가지 않고 태백시의 통리역과 철암천을 거쳐 낙동강 수계인 황지천으로 흘러가는 하천이었으며 이때는 미인폭포도 없었다. 안정된 철암천과 달리 동해바다로 흘러가는 삼척의 오십천은 하상 경사가 급하여 하천 상류가 지속적으로 침식되고 결국 철암천과 만나 삼척의 오십천이 철암천의 유역을 빼앗는 하천쟁탈 현상이 발생하였다. 이로 인해 철암천의 발원지는 백병산에서 연화리 양지로 변경되고 과거 물이 흐르던 통리 지역은 풍극(Wing gap)이 되어 물이 흐르지 않게 되었다. 현재도 삼척 오십천에는 계속해서 침식 작용이 발생하고 있으며 침식 활동의 선두에 위치한 것이 바로 미인폭포이다. 통리 지역에는 하천퇴적물이 분포하고 있어 풍극임이 확실하다. 이 경우 삼척 오십천은 쟁탈하천, 철암천은 피쟁탈하천이다.
미인폭포 일대의 하천쟁탈은 구조적인(tectonic) 영향으로 인한 하방 침식이 활발해져 형성된 것으로 추정된다. 오십천 단층의 재활성화로 인해 주변에 역단층성 운동에 기인한 비대칭적인 융기가 일어나면서 경사급변점이 형성되었고, 하천 침식력이 급격히 증가하여 하천쟁탈이 일어나 통리 일대가 풍극이 되었다. 오늘날의 통리 협곡에는 제4기 동안 오십천 단층의 재활성화로 인해 형성된 것으로 추정되는 역단층이 노출되어 있다.

### 합천군대병면(회양천, 금성천, 황계천)
합천군 대병면 남동부 양리, 장단리, 성리 지역은 악견산, 금성산, 허굴산 등으로 둘러싸여 있어 고원 지형을 형성하고 있다. 손일 외(2009)는 이 지역을 조사하고 하천쟁탈의 시나리오를 제시하였으며 하천쟁탈의 결과인 3곳의 곡중분수계(허굴산 남서측 부치곡재, 대병면 장단리-용주면 황계리, 대병면 회양리-양리)와 3곳의 경사변환점(가회면 월계리 북동부 및 황계폭포), 1곳의 풍극(구하도)를 발견하였다. 특히 허굴산 북쪽 대병면 장단리-용주면 황계리 지역에서 구하도가 확인되었으며 이 풍극의 길이는 650 m, 폭은 100 m 정도고 풍극 양쪽을 따라 50 m 내외의 구릉이 평행하게 달리고 있다. 이 풍극은 가운데가 높고 양쪽으로 갈수록 낮아져 양쪽으로 개석이 일어났음을 알 수 있으며 구릉과 풍극 경계부에서 두께 1.5 m의 하천퇴적층이 확인되었다. 이 퇴적층 내에서 자성을 띠는 검은색 띠가 발견되었으며 이는 하천쟁탈 이전 하천의 상류에 있었을 섬장암의 자철석이 운반된 것으로 해석된다. 이외에 대병면 회양리에 발달하는 회양천 계곡은 현재 회양천의 규모에 비해 지나치게 넓어 회양천이 쟁탈당했다는 것을 암시하며 황계폭포는 하천쟁탈과는 무관한 것으로 생각된다. 이를 종합해 보면 다음과 같다.
- 1) 과거 하천쟁탈이 일어나기 전에는 대병면 장단리 지역의 물은 금성산과 허굴산 사이 안부를 지나 회양리의 회양천을 통해 황강으로 유입되었다. 이때에는 허굴산 남측 유로와 가회면 월계리의 황계천 최상류 그리고 용주면 황계리 남서부의 황계천 상류 부분까지 회양천의 상류였다.
- 2) 대병면 성리 지역에서 두부 침식이 일어나 과거 회양천 상류 지역이 쟁탈당했다. 이때 대병면 회양리-양리 지역에서 수계가 끊어지고 기존의 회양천 수계(허굴산 남측 유로, 황계천 최상류 및 상류)가 현재의 금성천을 통해 성리를 지나 황강으로 배수된다.
- 3) 황계천의 두부 침식으로 인해 허굴산 북동부 유로가 쟁탈당하고 남쪽으로 계속된 두부 침식으로 허굴산 남동부 가회면 월계리의 유로도 쟁탈당했다. 이 과정에서 원래 양리를 지나 장단리 쪽으로 흐르던 가회면 월계리의 유로가 역류하면서 그 사이에 풍극이 형성되고 현재 허굴산 남서측 부치곡재의 곡중분수계로 남아 있다.
- 4) 대병면 장단리-용주면 황계리 지역에서 황계천의 계속된 두부 침식으로 금성천의 일부 구간이 쟁탈당했다.

### 영양군수비면(왕피천,반변천)
과거, 동해로 유입되는 왕피천과 낙동강으로 유입되는 반변천의 분수계는 현재의 영양군 수비면 수하리 영양반딧불이천문대 부근에 있었다. 그러나 왕피천의 지속적인 두부 침식에 의해 수하리에서 수비면소재지까지 6 km 정도 들어와 반변천의 유역을 쟁탈하였고 분수계는 현재 국도 제88호선이 지나는 한티재로 옮겨 갔다. 풍극이 된 한티재 정상에는 하천퇴적물이 분포하며 한티재의 정상은 가장 가까이에서 흐르는 발리천의 하상보다 30 m 정도 높다. 풍극의 퇴적층은 34±2 ka에 형성된 것이다. 왕피천의 침식은 앞으로도 반변천 방향으로 계속 진행될 것으로 예상된다.

### 전북특별자치도장수군장수읍수분령
수분령은 금남호남정맥 상에 위치하며 실제 하천쟁탈이 일어난 곳은 장수읍 수분리와 번암면 교동리의 경계에 해당하는 좁은 지역이다. 수분치에서의 하천쟁탈은 남측 섬진강의 지류인 교동천의 두부 침식으로 금강의 최상류 하천 수분천을 쟁탈한 결과이다. 그 증거로, 쟁탈하천인 교동천은 피쟁탈하천인 수분천에 비해 낮은 고도를 흐르고 하상경사가 매우 급하며 경사급변점이 존재한다. 현재 국도 제19호선의 수분령휴게소가 위치한 곳에서는 쟁탈굼치가 있다. 현재 교동천은 국도 제19호선 아래에 암거배수로의 형태로 놓여 있으며 두부 침식의 피해를 막기 위해 콘크리트 옹벽이 설치되었다.

### 상주시모서면화현리 나비재
백화산 북쪽, 상주시 모서면 화현리에는 지방도 제901호선이 지나는 나비재가 있다. 손일(2009)은 금상천이 나비재를 두부 침식하면서 석천의 지류를 쟁탈한 것으로 보았다. 이곳에서는 전형적인 쟁탈굼치가 나타난다. 그러나 금상천 상류에 경사급변점이 없고 풍극으로 추정되는 지역의 고도가 너무 높아 확정적인 증거는 없다.

### 웅상 분지
이광률 외(2019)는 동래 단층 중부 지역인 울산광역시 울주군 웅촌면-양산시 웅상 일대의 단층 지형과 지형 발달을 연구하였다. 단층 관련 지형으로 변위·굴절 하도, 단층 와지, 단층 구릉, 삼각말단면, 벤치, 선상지, 하안단구가 이 일대 여러 지역에서 확인되었다. 또한 웅상 분지의 남쪽 가장자리에 위치한 회야강과 수영강 유역의 분수계에서 수영강에 의한 하천쟁탈 현상이 확인되었는데 이는 웅상 분지 일대에서 단층 작용과 관련하여 지반 융기가 발생하였을 가능성에 대한 지형적 증거가 될 수 있다.

## 같이 보기
- 하천
- 유역
- 오십천 (삼척시)과 미인폭포